# Longisquama
Longisquama  es un género representado por una única especie de diápsido avicéfalo representado por un fósil incompleto y mal preservado. Vivió a mediados o finales del período Triásico, hace 235 millones de años, en lo que hoy es Kirguistán. Es conocido de un espécimen tipo fósil; una lámina de roca y el contramolde de la misma (PIN 2548/4 y PIN 2584/5), y cinco especímenes de posibles apéndices tegumentarios (PIN 2584/7 hasta 9). Todos los especímenes están en la colección del Instituto Paleontológico de la Academia Rusa de Ciencias en Moscú.
Longisquama significa "escamas largas"; el nombre de la especie insignis se refiere a su pequeño tamaño. El fósil de Longisquama es notable por tener algunas largas estructuras que parecen crecer desde su piel. Estas estructuras han sido interpretadas de manera diferente por distintos investigadores, y estuvieron en el centro de un largo y muy publicitado debate relacionado al del origen de las aves. Para algunos, Longisquama podría haber sido la protoave planeadora de sangre fría predicha por Gerhard Heilmann en su hipotético modelo de "Proavis" en 1927, y sería una prueba que las aves no son dinosaurios. Sin embargo otros indican que es un diápsido incierto preservado sobre un grupo de frondas de helechos; y como se postula en la actualidad no tiene nada que ver con el origen de las aves.

## Las 'largas escamas'

### Descripción

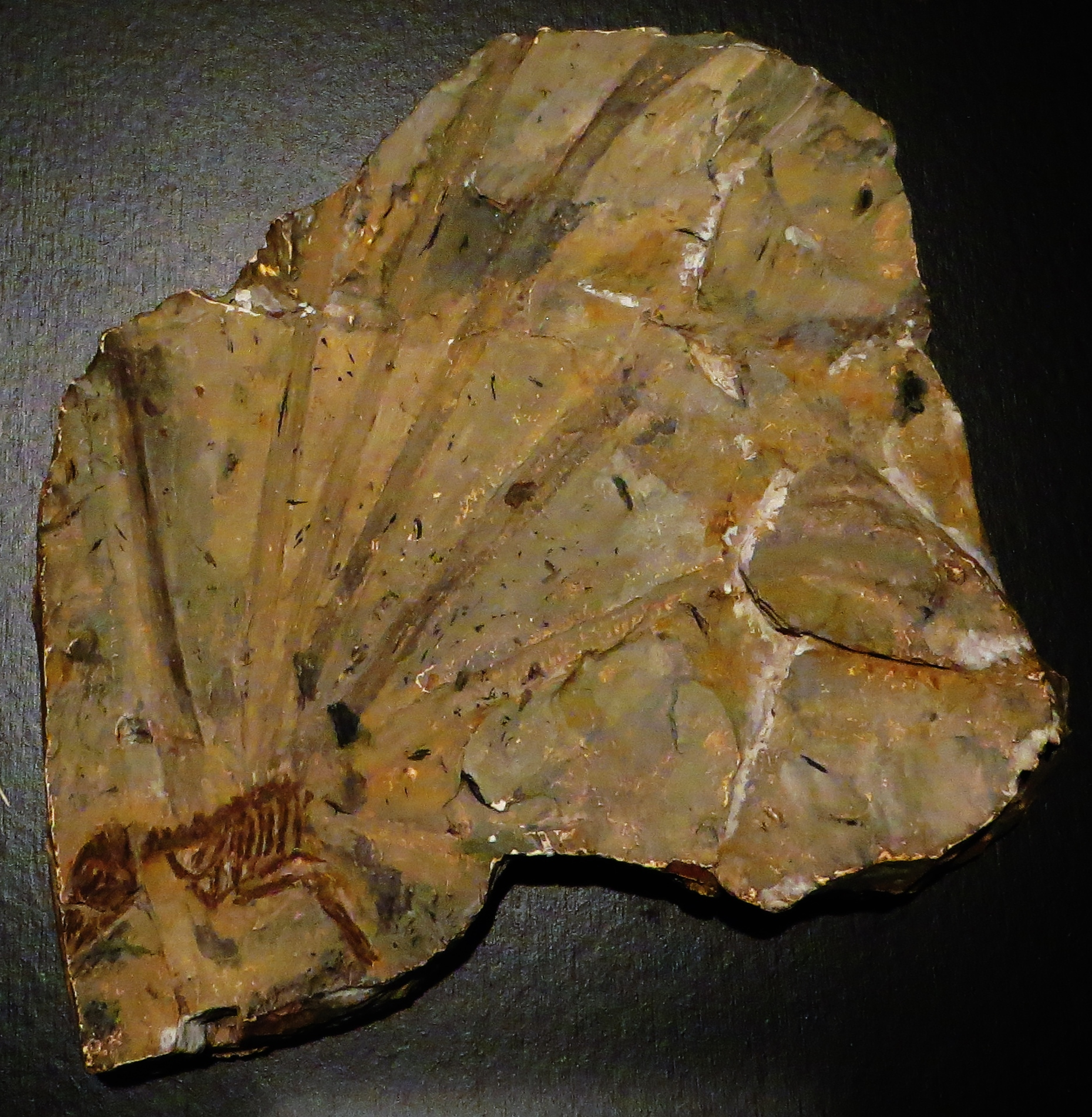
Réplica del fósil holotipo de Longisquama.

Todos los especímenes de Longisquama poseen estructuras similares a plumas proyectándose desde su espalda. El holotipo PIN 2584/4 es el único espécimen que preserva estos apéndices con un esqueleto asociado. Posee siete apéndices desplegados formando un patrón de abanico, pero sus puntas no se preservaron. PIN 2584/9 preserva cinco apéndices completos poco espaciados entre sí. PIN 2584/6 preserva dos apéndices largos y curvados corriendo de lado a lado. Otros especímenes, como PIN 2585/7 y FG 596/V/1 preservan un único apéndice. Estas estructuras son largas y estrechas en la mayor parte de su longitud, y forman un ángulo dirigido hacia atrás cerca de la punta dándole la apariencia de un palo de hockey. La sección derecha proximal se divide en tres lóbulos longitudinales: un lóbulo suave a cada lado y un lóbulo con un borde transversal corriendo entre los otros dos. El lóbulo medio se componía de rugosidades elevadas e intersticios profundos, los cuales Sharov comparó con cuentas de un rosario. Se cree que la sección distal era una extensión de los lóbulos medio y anterior de la sección proximal. Mientras que el lóbulo anterior se ensancha en la sección distal, el lóbulo posterior de la sección proximal se estrecha hasta que termina en la base de la sección distal. Además, una "brida anterior" aparece aproximadamente a dos tercios del camino hasta la sección proximal y continúa hasta la punta de la sección distal. Ambos lóbulos en la sección distal son rígidos y separados por un eje ranurado. En algunas muestras, las rugosidades de ambos lóbulos se alinean en la sección distal unos con otros, mientras que en otros ejemplares no lo hacen. Algunos ejemplares poseen rugosidades rectos que se proyectan perpendicularmente al eje, mientras que otros tienen pliegues que se curvan en forma de S. Un espécimen de Longisquama, PIN 2584/5, tiene pequeñas espinas que se proyectan desde el eje de la sección distal.
El esqueleto del holotipo muestra a cada estructura unida a una espina vertebral. Estos puntos de sujeción son visibles como prominencias elevadas. La base de cada apéndice es levemente convexa, a diferencia de la forma aplanada del resto de la estructura. La forma convexa puede ser evidencia de que la base de cada estructura era tubular en vida, anclándose como la pluma de un ave o el pelo de los mamíferos en un folículo. Más aún, la proximidad de cada estructura a sus vértebras correspondientes sugieren que una gruesa capa de tejido suave, que posiblemente incluía un folículo, rodeaba a cada base.

### Interpretación
Haubold y Buffetaut (1987) creyeron que las estructuras eran largas escamas modificadas dispuestas en pares a los costados del cuerpo, como membranas de planeo. Ellos publicaron una reconstrucción de Longisquama con plumas en un patrón similar al de los lagartos planeadores del género Draco y al extinto Kuehneosaurus, permitiéndole planear, o al menos efectuar caídas libres. Aunque actualmente se piensa que esto es erróneo, versiones de esa reconstrucción son aún frecuentemente vistas en Internet y otros medios.
Otros investigadores han situado las escamas de otra forma. Unwin y Benton (2001) las interpretaron como una fila única de escamas modificadas que corrían a lo largo del medio de su dorso. Jones et al. (2000) por su parte las interpretaron como dos filas aparejadas que eran muy anatómicamente similares a plumas, y estando en posiciones como las de plumas de la espalda de las aves. El experto en desarrollo de las plumas Richard Prum (2001) y también Reisz y Suez (2000) ven estas estructuras como muy distintas anatómicamente de las plumas, y piensan que son escamas alargadas en forma de cinta.

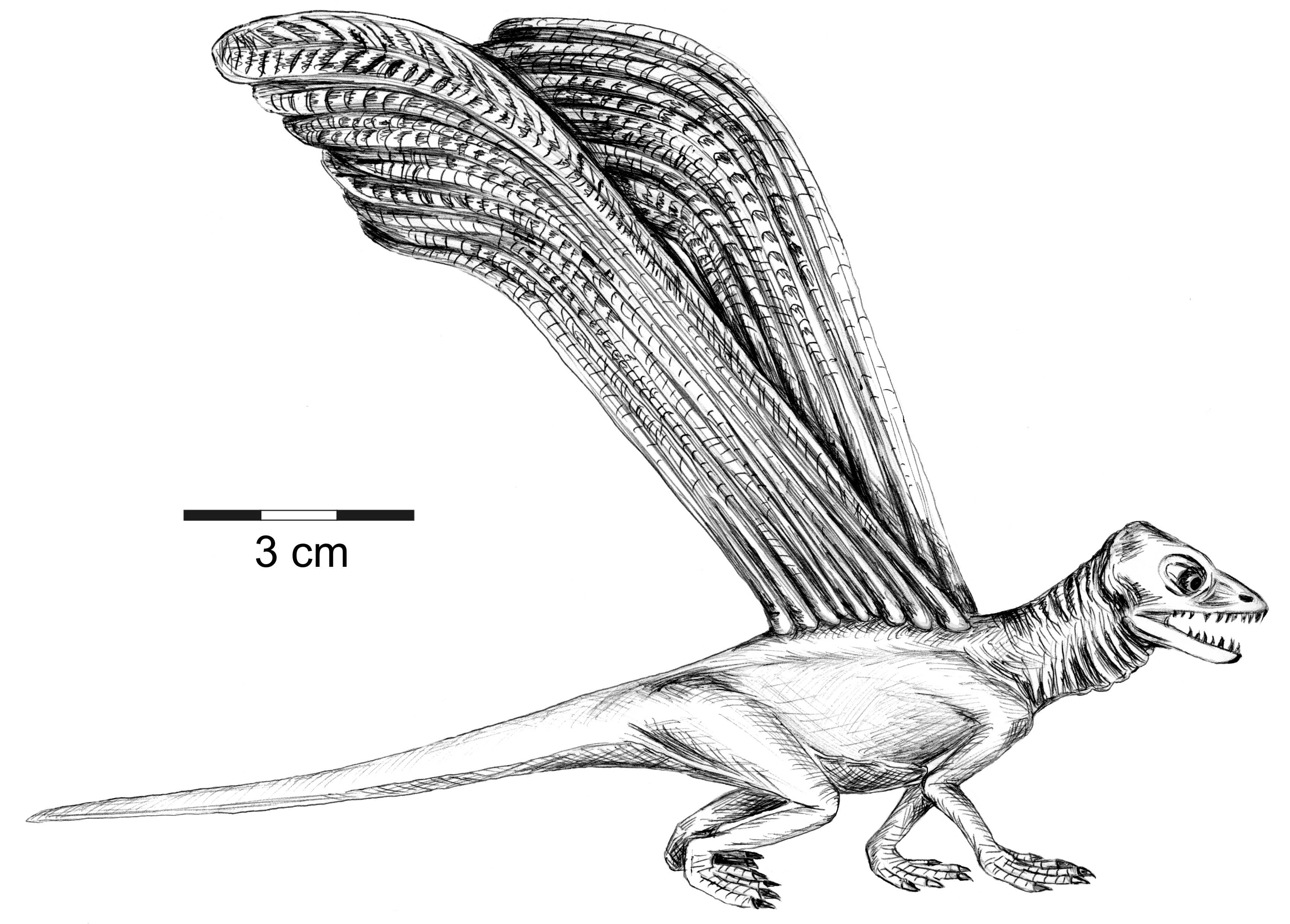
Reconstrucción en vida de Longisquama con las escamas de la espalda según la hipótesis de Haubold y Buffetaut (1987).

Otros observadores (Fraser, 2006) creen que las estructuras no son parte de Longisquama en absoluto; serían simplemente frondas de helechos que se preservaron junto con el reptil y fueron malinterpretadas. Buchwitz & Voigt (2012, en prensa) han afirmado que las estructuras de Longisquama no son restos de plantas debido a que todas las estructuras exceptuando la última en el holotipo PIN 2584/4 están dispuestas en orden regular, y no están preservadas como películas de carbón, que es la forma usual de preservación de las plantas fósiles de la Formación Madygen. La única planta de Madygen con similitudes a las estructuras de Longisquama es Mesenteriophyllum kotschnevii, pero sus hojas no tienen la distintiva forma de palo de hockey de las estructuras atribuidas a Longisquama.
David Peters, un investigador amateur conocido principalmente por la falacia de sus reconstrucciones,  propuso que una gran cantidad de tejidos blandos e impresiones del resto del esqueleto faltante se encontraba disperso en la roca matriz que contenía al fósil, pero que había pasado virtualmente desapercibida por anteriores investigadores.  Para sustentar esta afirmación Peters alteró digitalmente la cromática de las fotografías existentes, en las que a juicio muy subjetivo de Peters, creyó encontrar patrones y siluetas que se correspondían  con los tejidos fosilizados ausentes en "Longisquama". Debido a lo precario de esta metodología y en especial, a que esta errada interpretación  ha conducido  a mayores equivocaciones en el entendimiento de la vida del pasado, es recomendable que se tomen con muchísima cautela todas las afirmaciones realizadas por este investigador.

## Taxonomía
Como ocurre con las 'escamas largas', las características del esqueleto de Longisquama son igualmente difíciles de diagnosticar. Como resultado, Longisquama ha sido relacionado por los científicos a muchos grupos diferentes de saurópsidos.
Sharov (1970) determinó que era un "pseudosuquio" (un arcosaurio "primitivo", aunque los arcosaurios eran reptiles relativamente avanzados) sobre la base de dos rasgos - una fenestra mandibular y una fenestra anteorbital. En la descripción original de Sharov también se incluía una escápula alargada. Jones et al. (2000) ven a Longisquama como un arcosaurio, añadiendo a los rasgos citados por Sharov la fúrcula. Olshevsky cree que Longisquama es un arcosaurio y, más aún, un dinosaurio primitivo - una posibilidad que podría realmente prescindir de casi todo el debate sobre el origen de las aves, si fuera verdad. Unwin & Benton (2001) no piensan que fuera posible diagnosticar las cruciales fenestras; los agujeros podrían ser simplemente ser daños en el fósil. Ellos estuvieron de acuerdo con Sharov que Longisquama tenía dientes acrodontos y una interclavícula, pero en vez de tener una fúrcula ellos vieron un par de clavículas juntas. Estos rasgos podrían ser más típicos de un miembro de los Lepidosauromorpha, lo que significa que Longisquama no es un arcosaurio y por lo tanto sin relación cercana con las aves. De acuerdo a un estudio cladístico hecho por Phil Senter en 2004, Longisquama podría ser incluso un diápsido más basal y un miembro de Avicephala, cercanamente relacionado con Coelurosauravus.
Un nuevo examen del fósil publicado en 2012 encontró que la presencia de las fenestras en el cráneo cruciales para su clasificación como arcosaurio, no podía ser confirmada; de hecho, la sección del cráneo en una de las losas fósiles que se había usado anteriormente para justificar la presencia de la fenestra anteorbital en este animal, en realidad no contenía ningún hueso real. Este estudio concluyó que ninguna de las clasificaciones propuestas de Longisquama podía ser confirmada o refutada.

## Debate sobre los orígenes de las aves
La cuestión acerca de que tipo de reptil es Longisquama, y exactamente que eran las largas estructuras halladas con este, está relacionada con un amplio debate acerca de los orígenes de las aves, y si éstas descienden de los dinosaurios.

### Contexto
Un consenso entre los paleontólogos es la teoría de que las aves evolucionaron de avanzados dinosaurios terópodos. El escenario para esta idea es que los primeros dinosaurios terópodos eran endotérmicos, y evolucionaron plumas filamentosas simples como aislamiento. Estas plumas luego incrementaron su tamaño y complejidad y entonces se adaptaron para usos aerodinámicos. Los científicos de este campo usualmente consideran a Longisquama como un curioso diápsido con escamas especializadas y rasgos ambiguos en su esqueleto, sin ningún significado real en la evolución aviana.
Sin embargo, unos pocos científicos prefieren la hipótesis de que las aves evolucionaron de pequeños arcosaurios arborícolas como Longisquama. Ellos visualizan a animales ectotérmicos que se adaptaron al planeo desarrollando escamas alargadas y luego plumas verdaderas. Las altas demandas energéticas de esta forma de vida llevaron a estos animales a volverse endotérmicos y las plumas fueron entonces cooptadas como aislamiento.

### Relación con los dromeosáuridos emplumados
El debate de fondo tiene más de treinta años de edad, pero ambas partes parecen haber obtenido pruebas de los recientes hallazgos de los dinosaurios emplumados. Durante décadas Larry Martin ha asegurado que las similitudes antómicas entre los dinosaurios dromeosáuridos y las aves son mera convergencia evolutiva, y por ello no son una evidencia creíble de una relación cercana. 
El descubrimiento del dromeosáurido Microraptor, un pequeño dinosaurio con plumas filamentosas simples pero también con largas plumas de vuelo características de las aves, tiene grandes implicaciones para el debate acerca de que clase de animal puede ser el más probable ancestro de las aves. Investigadores como Kevin Padian (1985) han hipotetizado un dinosaurio terrestre corredor que desarrolló plumas y la habilidad de aletear, y Martin y Alan Feduccia fueron particularmente críticos de esa idea. Pero Microraptor fue interpretado por Xu et al. (2003) como un pequeño dinosaurio arbóreo planeador, lo que va más allá de la antigua oposición entre el dinosaurio terrestre y el arcosaurio arborícola. Sin embargo, en 2004 Martin en respuesta al descubrimiento de Microraptor propuso que este era un pariente cercano de las aves después de todo, junto con todos los manirraptores, pero estos de hecho no serían dinosaurios. Él propuso lo que él llamó una hipótesis de compromiso en la cual todos los manirraptores son aves no voladoras, en un escenario en el que las aves evolucionaron inicialmente de un arcosaurio basal similar a Longisquama. Martin acreditó esta hipótesis a Gregory S. Paul, pero Paul ha sido un notorio defensor de las relaciones cercanas de las aves con los dinosaurios, y cree como la mayoría de expertos que los manirraptores son dinosaurios.
Más aún, si Olshevsky está en lo correcto y Longisquama es un dinosaurio primitivo, entonces podría ser ancestro de Microraptor, y las escamas de Longisquama podrían ser homólogas a las de las aves, y los tres (Longisquama, Microraptor y las aves) podrían ser efectivamente dinosaurios.